# Kumar Bhattacharyya, Baron Bhattacharyya

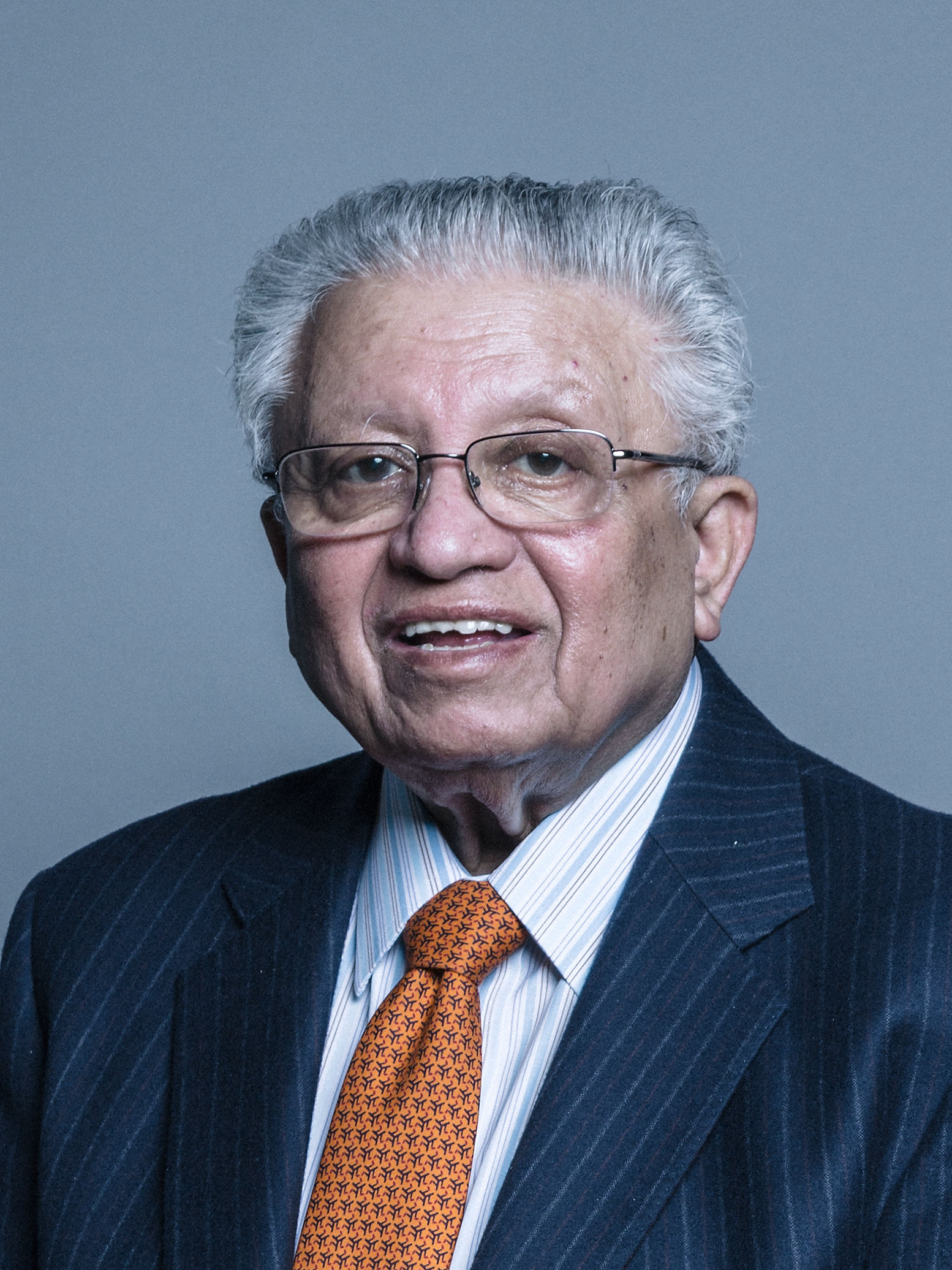
Lord Bhattacharyya, 2018

Sushantha Kumar Bhattacharyya, Baron Bhattacharyya (* 6. Juni 1940 in Dhaka; † 1. März 2019) war ein bengalisch-britischer Ingenieur, Hochschullehrer und Regierungsberater. Er ist als Life Peer Mitglied des House of Lords.

## Leben und Karriere
1980 trat Bhattacharyya eine Professur für Produktionstechnik an der University of Warwick an. Dort gründete er im gleichen Jahr die Warwick Manufacturing Group (WMG), die über die Jahre einen erheblichen Einfluss auf die Entwicklung der Industrie in Großbritannien nehmen sollte.
Für seine Leistungen um die Industrie wurde Bhattacharyya, nachdem er 2003 bereits als Knight Bachelor in den Adelsstand erhoben worden war, am 3. Juni 2004 zum Life Peer als Baron Bhattacharyya, of Moseley in the County of West Midlands ernannt. Er saß seitdem für die Labour Party im House of Lords.
2005 wurde Bhattacharyya die Duncan-Davies-Medaille verliehen. 2014 wurde er in die Royal Society gewählt. 2016 wurden anlässlich des 90. Geburtstags von Königin Elisabeth II. zwölf neue Regius Professuren geschaffen. Einer der zur  Regius Professur aufgewerteten Lehrstühle war das WMG, so dass Bhattacharyya zum ersten Regius Professor of Manufacturing wurde.
2002 erschien eine Biografie über Bhattacharyya bei Random Books.
In einer Pressemitteilung Ende April 2021 kündigte die University of Warwick in Zusammenarbeit mit der Royal Academy of Engineering die jährliche Vergabe eines mit GPB 25000 dotierten Bhattacharyya-Preises an, mit dem Teams ausgezeichnet würden, die am besten die Zusammenarbeit von Lehre und Praxis gezeigt hätten. Die Finanzierung der Auszeichnung wurde schon 2019 vom Department for Business, Energy and Industrial Strategy ausgelobt.